# Avenue René-Coty
L'avenue René-Coty est une voie du 14e arrondissement de Paris, en France, située dans le 14e arrondissement de Paris. 

## Situation et accès
Elle débute au 5, place Denfert-Rochereau, et se termine au 58, avenue Reille.

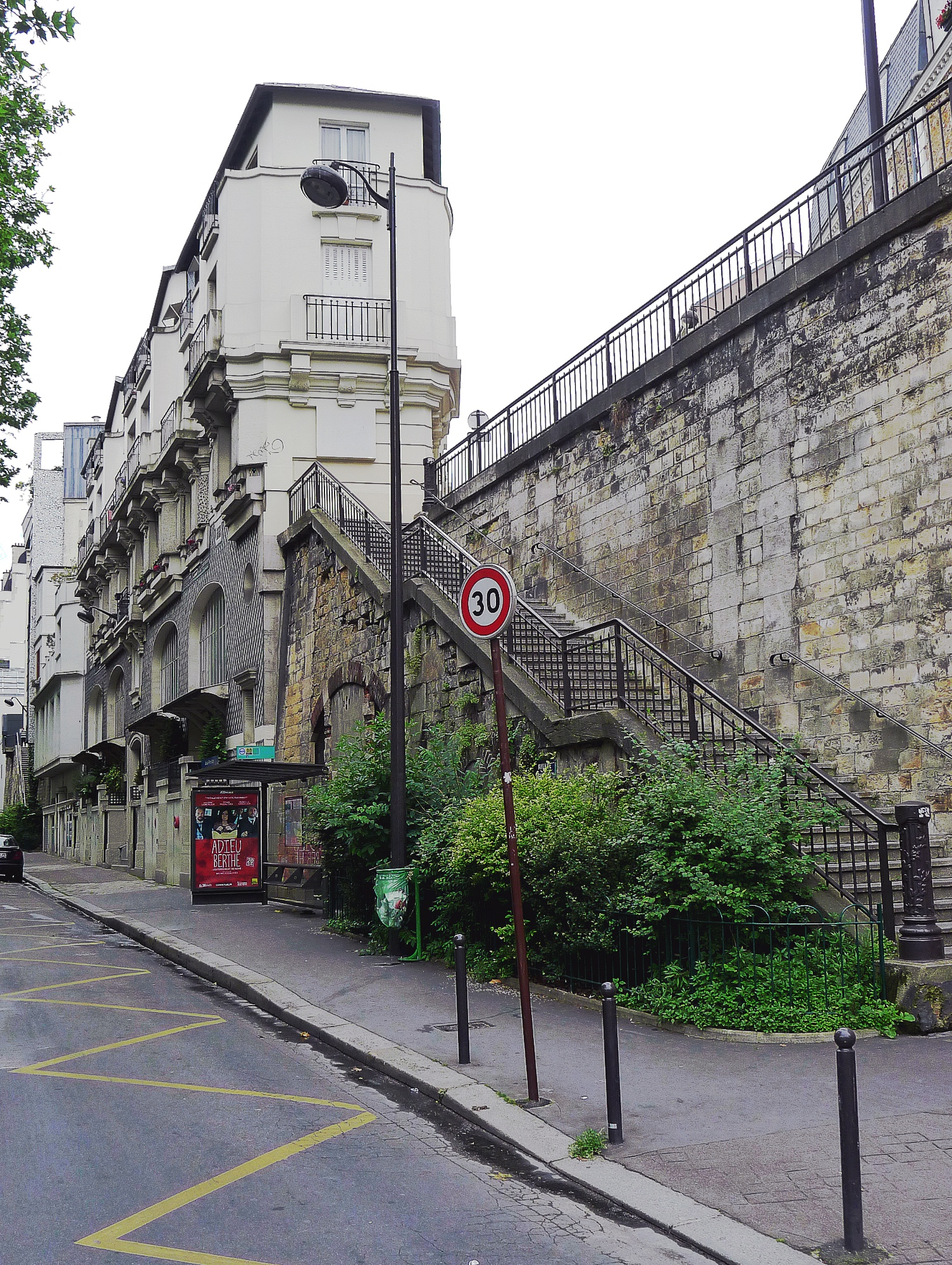
Accès à la rue des Artistes par un escalier.
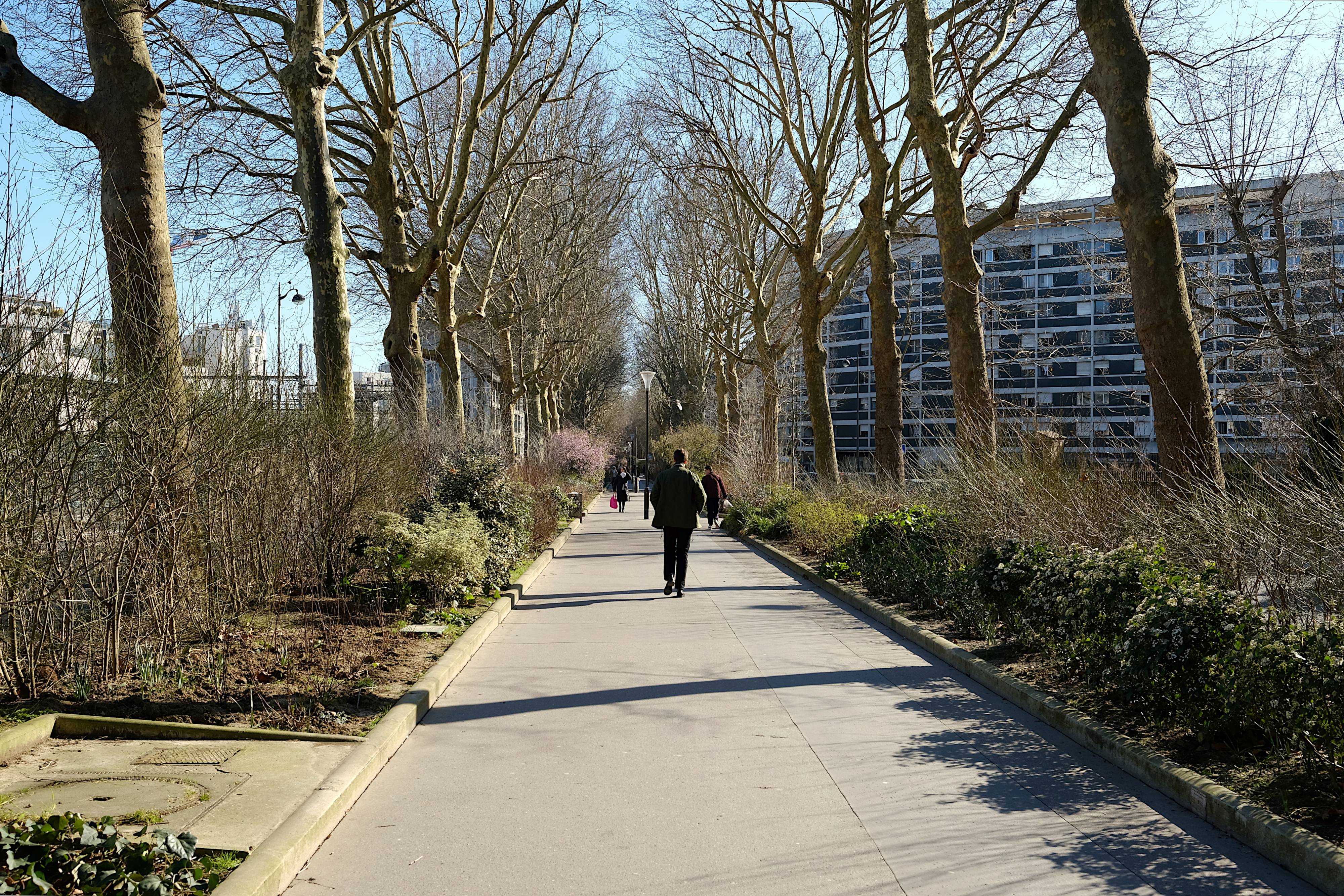
Allée centrale à proximité de la place Denfert-Rochereau.

## Origine du nom
Elle porte le nom de René Coty (1882-1962), dernier président de la IVe République.

## Historique
Dans le cadre des travaux de transformation de Paris afin d’accueillir l’Exposition universelle de 1867 est décidée la création du parc Montsouris en 1860 par le préfet de la Seine, Georges Eugène Haussmann. Il est décidé de percer en tranchées dans le plateau de Montsouris une large avenue ombragée prolongeant le boulevard d’Enfer (actuel boulevard Raspail) afin de permettre l'accès au parc en travaux : l'avenue Montsouris est inaugurée en 1865.
L’avenue est renommée en 1899, « avenue du Parc-de-Montsouris », puis en 1964, « avenue René-Coty ». L'allée centrale, bordée d'arbres et de jardinières longitudinales,  a quant à elle reçu en 1999 le nom de Samuel Beckett (1906-1989), écrivain, poète et dramaturge irlandais. La partie comprise entre la rue Dareau et la rue  de la Tombe-Issoire est nommée allée Mary-Reynolds, en 2023.
En 1954, un premier projet prévoyait de transformer l’avenue en voie de pénétration pour la route nationale 7 et la route nationale 20.
Un second projet, en 1960, consistait à faire entrer, par un viaduc, tout le long de l’avenue, l’autoroute du Sud.
Une partie de l'avenue délimitait la ZAC Alésia-Montsouris.

## Bâtiments remarquables et lieux de mémoire
- No 8 : plaque commémorative rappelant que c’est ici que le Conseil national de la Résistance a décidé de reprendre l’insurrection de Paris, le 21 août 1944.

À gauche de l'immeuble subsiste le pavillon Ernest-Rousselle, bâti en 1823. Dépendant de l’hôpital La Rochefoucauld, il accueillait, en 1916, les malades et blessés de guerre, les malades du poumon en particulier.

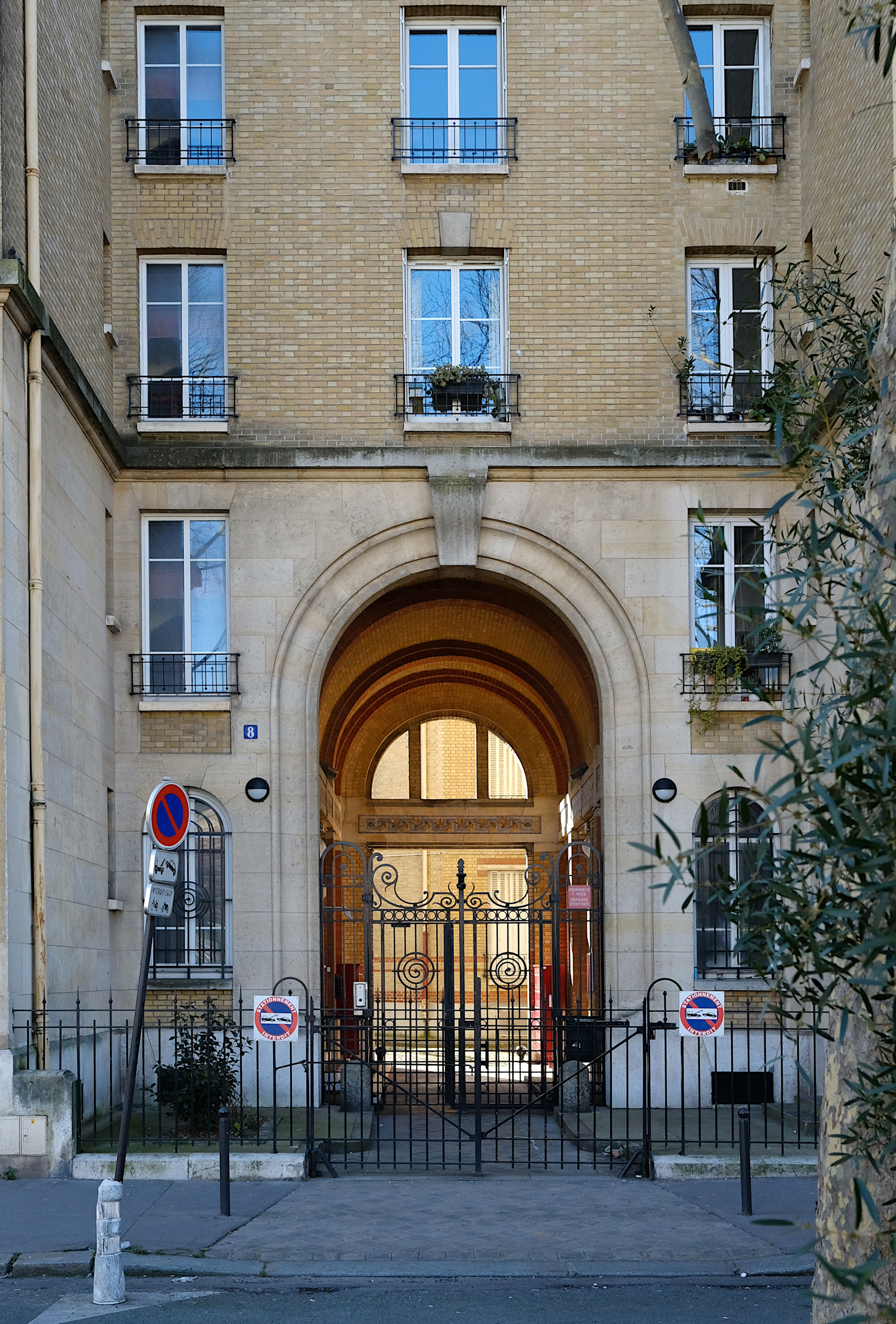
N°8.

- Entre le No 8 et le No 10, dans l'enceinte de l'hôpital La Rochefoucauld, regard XXV, dit de Saux, de l’aqueduc Médicis. Il est inspiré du mausolee de Cyrus, à Pasargades (Iran). Il a servi de copie pour le regard XXIII, situé dans le jardin Marie-Thérèse-Auffray[5].

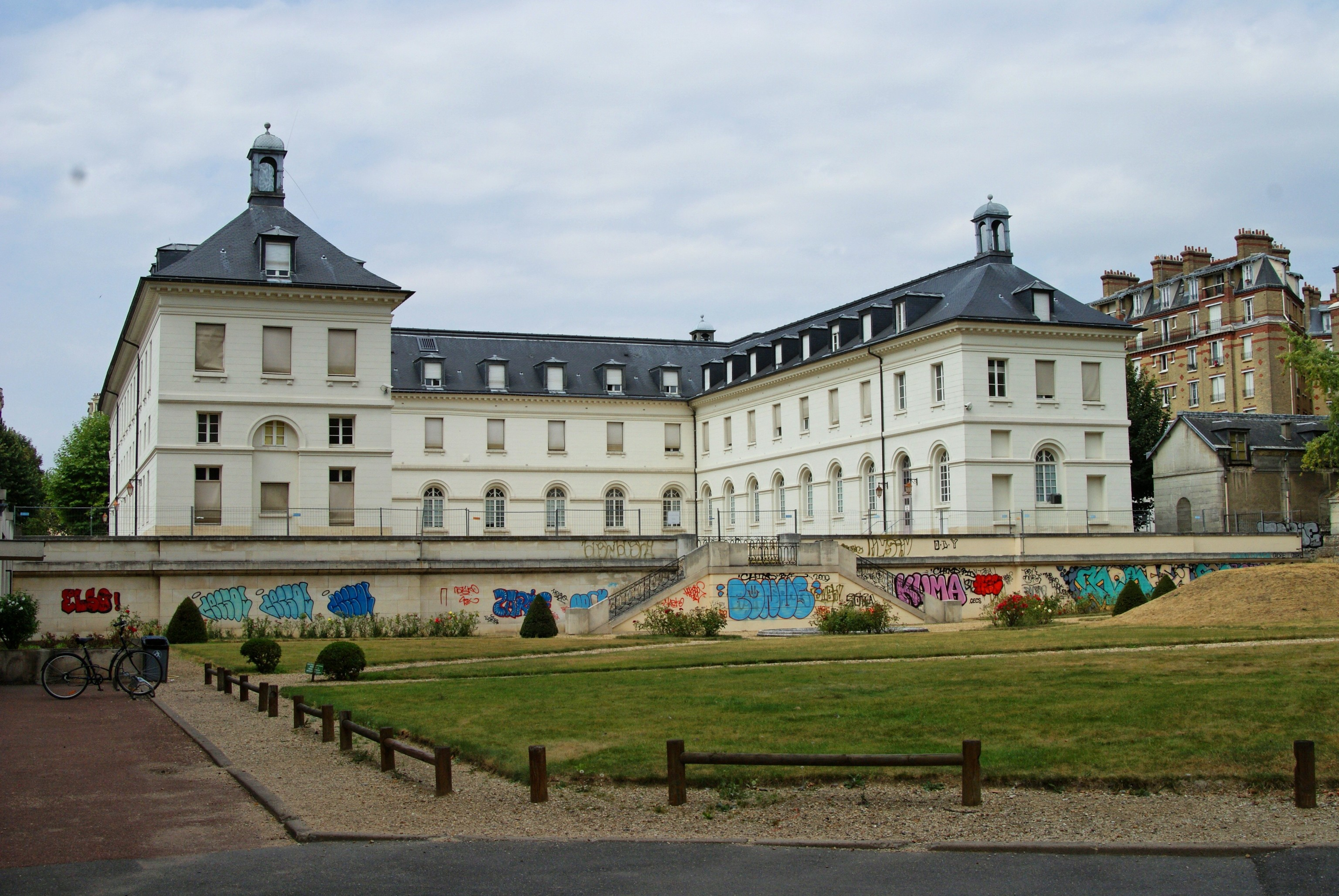
L'hôpital La Rochefoucauld.
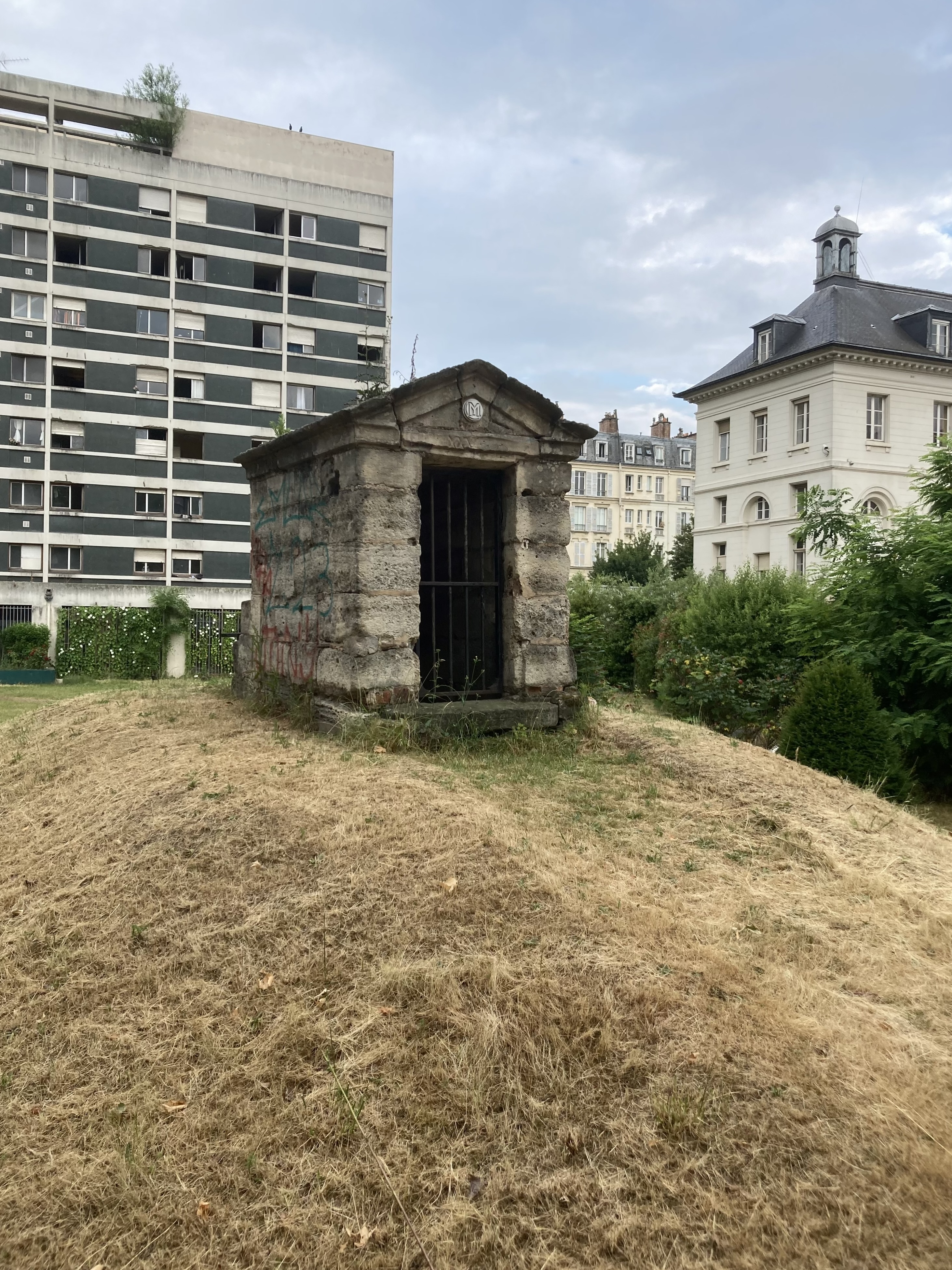
Regard de Saux.
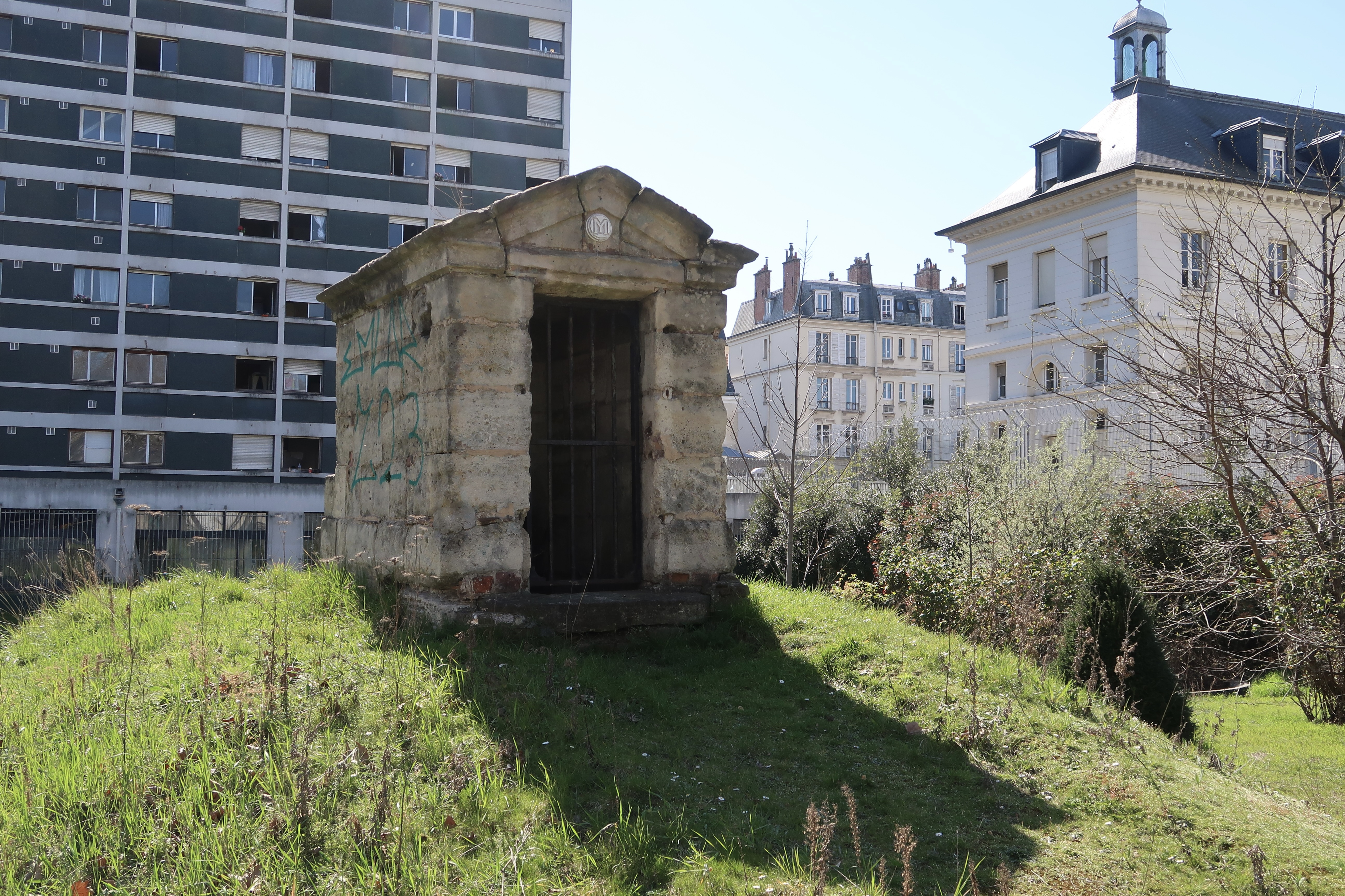
Détail.

- No 9 : immeuble de bureaux de Christian Hauvette (2005)[6].

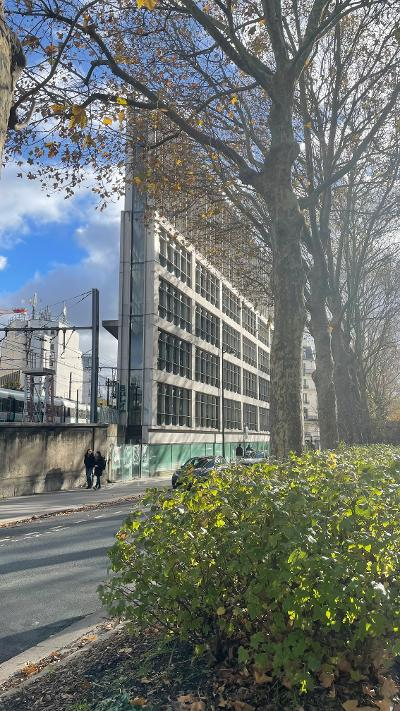
Immeuble de bureaux de Christian Hauvette , au no 9.

- Sous la chaussée, au niveau du no 10 quater, se situe l’entrée de l’ossuaire des catacombes[7].
- No 17 : 
  - en 1191, la commanderie de Saint-Jean de Latran élève un hospice destiné aux pèlerins qui empruntent le chemin de Compostelle[8].
  - Emplacement approximatif de la « ferme de Saint-Jean de Latran appelée de Moq Soury », comme il est mentionné par un cellérier dans un cartulaire de l’abbaye Sainte-Geneviève, en 1245. Cette ferme était encore visible au début du XIXe siècle, ainsi que sa grange[note 1]  et son moulin à vent situé rue d'Alésia. La ferme est aussi appelée « hôtel de la Tombe-Issoire »[9].
  - Dans la maison du Commandeur, appelée « La Banlieue », avoisinant la ferme[note 2], le maréchal Jean Ier Le Meingre et Henri de Grosmont, duc de Lancastre, négocient les préliminaires du traité de Brétigny (1360). La propriété fut vendue à la Révolution comme bien national. Sous le Directoire, un bal public s’y installa. En 1835, rue des Catacombes, on pouvait encore voir tout un côté de la commanderie, sa chapelle et quelques tourelles[10].
- No 21 bis : sortie, depuis 2017, des catacombes de Paris[11]. L’escalier de sortie a été aménagé dans le puits d’extraction de pierres par lequel ont été déversés les ossements des cimetières désaffectés[12].
- No 27 bis :
  - Jules Romains a vécu dans cet immeuble[13].
  - Konrad Starke (1870-1911), artiste plasticien allemand, vécut dans cet immeuble et y est mort (1906-1911)[14].
  - Michel Audiard a vécu à cette adresse pendant sa petite enfance[15].
- No 31 : Tristan Klingsor (1874-1966), poète, musicien, peintre et critique d'art, y vécut.
- No 33 : le dessinateur Raymond Peynet a habité à cette adresse de 1946 à 1962[16].
- No 35 : le peintre Chaïm Soutine a vécu à cette adresse, son atelier était situé à proximité, rue du Saint-Gothard[17].
- No 38 : emplacement du « chemin du Regard », qui joignait le chemin des Prêtres à la rue de la Tombe-Issoire (no 73). Il longeait le regard XXIV de l'aqueduc Médicis[18].
- No 41 : en 1891, Louise Koppe fonde la première maison maternelle pour accueillir les enfants de femmes en détresse.  Cet établissement ferme ses portes en 1993 sur décision de la ville de Paris[19].
- No 48 : c'est un hôtel particulier construit pour son usage personnel par l'artiste peintre Jean-Julien Lemordant, architecte de formation, ancien élève d'Emmanuel Le Ray, et dont les sculptures sont de Jean Boucher[20]. L’immeuble a abrité l’atelier de Christian de Portzamparc[21].
- No 52 : lieu de vie, de 1952 à 1992, de l'écrivain français Henri Queffélec (1910-1992), né à Brest. En hommage, une plaque en marbre blanc a été dévoilée le 6 décembre 2014 en présence de Carine Petit, maire du 14e arrondissement[22].

### Tournage
- Dans le film Le Pont du Nord, réalisé par Jacques Rivette et sorti en 1981, les séquences introduisant le personnage de Marie, interprété par Bulle Ogier, sont tournées dans le nord de l'avenue René-Coty : un véhicule utilitaire Citroën C35 d'une entreprise de BTP, carrossé en pick-up, y arrive du sud et marque un temps d'arrêt devant la gare de Denfert-Rochereau ; Marie, que l'on devine avoir été prise en auto-stop et jusqu'alors prostrée et endormie sur le plateau à ridelles de la camionnette, s'éveille, regarde autour d'elle, dit au conducteur qu'elle descend là, puis va s'assoir sur un banc public.
- Dans Le Bon Plaisir (1984), de Francis Girod, Pierre (Hippolyte Girardot) est renversé par une voiture[23].
- Dans Cléo de 5 à 7 (1962), d'Agnès Varda, scène avec le taxi qui descend une partie de l’avenue[23].
- Dans De feu et de glace (2008), de Joyce Buñuel, Jacques (Christophe Malavoy) interpelle dans la rue Alexia (Lorie Pester), un bouquet de fleurs à la main. Plus tard, Alexia et Malik (Olivier benard) sortent du no 42[23].
- Dans Passe-passe (2008), de Tonie Marshall, Dany Marzouki (Édouard Baer) freine brutalement et s'énerve contre Irène Montier-Duval (Nathalie Baye) devant la no 23[23].

### Littérature
Dans son roman Maigret et l'Affaire Nahour, Georges Simenon situe l’intrigue dans un hôtel particulier de cette avenue, alors appelée « avenue du Parc-de-Montsouris ».

## Sources et références
1. ↑  L’avenue René-Coty, sur Monts 14, (consulté le 28 octobre 2023).
2. ↑  « Les habitants du quartier de Montsouris s’élevent contre l’entrée de l’autoroute du Sud dans Paris », Le Monde,‎ 10 avril 1954.
3. ↑  « L’autoroute du Sud a 50 ans », Le Parisien,‎ 25 septembre 2010. (lire en ligne).
4. ↑  Émile Wiriot, Paris de la Seine à la cité universitaire. Le quartier Saint-Jacques et les quartiers voisins, leurs transformations à travers les siècles, Paris, Tolra, Libraire-Éditeur, 1930, page 532..
5. ↑  Karine Berthier, Pierre Housieaux, L’aqueduc Médicis. Des sources de Rungis aux fontaines de Paris, Paris, Somogy, éditions d’art, 2013, page 53.
6. ↑  « 9 Avenue René Coty, Paris » (en anglais).
7. ↑  Alain Clément et Gilles Thomas, Atlas du Paris souterrain: la doublure sombre de la Ville lumière, Parigramme-Compagnie parisienne du livre, 2001 (ISBN 978-2-84096-191-8), page 123.
8. ↑  Myriam Paris, Le 14e arrondissement: itinéraires d'histoire et d'architecture, Mairie de Paris, Direction générale de l'information et de la communication, coll. « Paris en 80 quartiers », 2000 (ISBN 978-2-913246-14-0), page 10.
9. ↑  Michel Roblin, Paris et Île-de-France, De Lourcines à la Tombe-Issoire, Paris, Fédération des sociétés historiques et archéologiques de Paris et de l’Île-de-France, 1965, page 14..
10. ↑  De Sainct-Denys en France à Saint-Jacques de Compostelle, Paris, Société historique et archéologique du XIVe arrondissement de Paris, juin 1930, pages 2-3.
11. ↑  Céline Carez, « Paris : les catacombes s’offrent un lifting », www.leparisien.fr, 30 mars 2017.
12. ↑  Patrick Saletta, À la découverte des souterrains de Paris, Antony (92), SIDES, 1990, page 100.
13. ↑  « Ils vécurent dans le XIVe », La voix du 14e,‎ 08 février 2014.
14. ↑  Archives de Paris 14e, décès, 1911, acte n° 41 (vue 23/31).
15. ↑  « 1970 : Michel Audiard en vadrouille dans le XIVème| Archive INA - #CulturePrime » (consulté le 31 janvier 2023).
16. ↑  .« Raymond Peynet ».
17. ↑  « 14 - 14ème Arrondissement - Paris révolutionnaire », sur www.parisrevolutionnaire.com (consulté le 2 février 2023).
18. ↑  « Plan des fiefs de la Tombe-Issoire, du Grand et Petit Montrouge ».
19. ↑  « La Maison Maternelle | La Maison Maternelle », sur www.lamaisonmaternelle.com (consulté le 21 octobre 2018).
20. ↑  Antoine Goissaud, « Un hôtel particulier pour un artiste peintre au 48, avenue du Parc-de-Montsouris, à Paris »,  La Construction moderne, Paris, 4 octobre 1931, p. 8-15 ; cité p. 350 par Hélène Guéné et François Loyer dans L'Église, l'État et les architectes, Rennes, 1870-1940, Éditions Norma, 1995, 366 p.
21. ↑  « Le peintre aveugle de l’avenue René-Coty ».
22. ↑  « Dévoilement de la plaque Henri Queffélec le 6 décembre à 11h30 avenue René Coty » dans La Voix du 14e, le 5 décembre 2014.
23. 1 2 3 4  « 4 films dans 6 lieux de tournage ».